# 山田卓司 (漫画家)
山田 卓司（やまだ たくじ、1967年 - ）は、日本のイラストレーター、漫画家。トライデントデザイン専門学校非常勤講師。愛知県出身。愛知教育大学教育学部小学校教員養成課程美術科(デザイン専攻)卒業。O型。代表作は、『吸血鬼にちがいない』。

## 作品リスト

### 単行本
- 吸血鬼にちがいない（1990年、学習研究社、全6巻）
- ベルセゾン（1994年、学習研究社、全3巻）

### イラストレーション（挿絵）
- 超マンガ・図解 普通免許（2001年、池田書店）
- 超マンガ・図解 原付バイク免許（2001年、池田書店）
- うそつきロボット（2003年、岩崎書店）
- 次元パトロール（2003年、岩崎書店）
- 合成怪物の逆しゅう（2004年、岩崎書店）
- 星からきた探偵（2004年、岩崎書店）
- 宇宙怪獣ラモックス（2005年、岩崎書店）
- 凍った宇宙（2006年、岩崎書店）
- ヌルロン星人をすくえ!（2006年、岩崎書店）